# Sergei Anatoljewitsch Petrenko (Eishockeyspieler)
Sergei Anatoljewitsch Petrenko (russisch Сергей Анатольевич Петренко, ukrainisch Сергій Анатолійович Петренко Serhij Anatolijowytsch Petrenko; * 10. September 1968 in Charkiw, Ukrainische SSR) ist ein ehemaliger russisch-ukrainischer Eishockeyspieler.

## Karriere
Während seiner sowjetischen Zeit spielte er bei HK Dynamo Moskau. Beim NHL Entry Draft 1993 war er in der siebten Runde an 168. Stelle durch die Buffalo Sabres ausgewählt worden. 1993 wechselte er dann zu den Sabres in die National Hockey League. Nach nur einer Saison wechselte er zurück nach Russland, dann eine Saison in die Schweiz um dann 1996 endgültig wieder nach Russland zu wechseln. Hier spielte er bis zur Saison 2003/04 in der russischen Liga. 
1992 wurde er nach dem Zerfall der Sowjetunion Mitglied des Vereinten Teams. Seine internationale Karriere wurde mit der Goldmedaille bei den Olympischen Winterspielen 1992 gekrönt. 1992 wurde er in die „Russische Hockey Hall of Fame“ aufgenommen.